# Spellemannprisen 2022
Der Spellemannprisen 2022 war die 51. Ausgabe des norwegischen Musikpreises Spellemannprisen. Die Nominierungen berücksichtigten Veröffentlichungen des Musikjahres 2022. Die Verleihung der Preise fand am 15. April 2023 statt. In der Kategorie „Årets Spellemann“ wurde das Duo Karpe ausgezeichnet, das insgesamt sechs Auszeichnungen erhielt. Den Ehrenpreis („Hedersprisen“) erhielt Lillebjørn Nilsen.

## Verleihung
Die Nominierten wurden in den meisten Kategorien am 3. März 2023 bekannt gegeben. Insgesamt wurden an diesem Tag 107 Nominierungen in 26 Kategorien veröffentlicht. Insgesamt gibt es 28 Kategorien. Die Preisverleihung fand am 15. April 2023 in der H3 Arena in der Kommune Bærum statt. Vom norwegischen Rundfunk Norsk rikskringkasting (NRK) wurde auf dem Sender NRK 1 einige Stunden nach der Verleihung eine Aufzeichnung übertragen. In den Vorjahren gab es jeweils noch eine Live-Übertragung von zumindest Teilen der Verleihung. Die Übertragung wurde von insgesamt rund 366.000 Personen gesehen. Moderiert wurde die Veranstaltung von Selma Ibrahim gemeinsam mit dem Madcon-Mitglied Yosef Woldemariam. Bei der Verleihung traten unter anderem Ary und Jonas Benyoub auf.
Die meisten Nominierungen erhielt das Duo Karpe, das in sechs Kategorien nominiert wurde. Die Band Undergrunn erhielt fünf Nominierungen. Karpe konnte in fünf der sechs Kategorien, in denen das Duo nominiert worden war, gewinnen. Zudem wurde dem Duo der Preis „Årets Spellemann“ zugesprochen, so dass Karpe insgesamt sechs Auszeichnungen erhielt. Zuvor waren noch nie so viele Preise in einem Jahr an die gleichen Künstler gegangen.

## Gewinner
| Kategorie                                                        | Gewinner                                   | Werk                    |
| ---------------------------------------------------------------- | ------------------------------------------ | ----------------------- |
| Alternativ pop/rock                                              | Sondre Lerche                              | Avatars of Love         |
| Barnemusikk (Kindermusik)                                        | Rasmus og Verdens Beste Band               | Tunga på gjerdet        |
| Blues                                                            | Ledfoot                                    | Coffin Nails            |
| Country                                                          | Embla and the Karidotters                  | Hello, I’m Embla        |
| Elektronika                                                      | Ary                                        | For Evig                |
| Festmusikk (Partymusik)                                          | Beathoven                                  | –                       |
| Hip Hop                                                          | Jonas Benyoub                              | –                       |
| Jazz                                                             | Trondheim Jazz Orkester, Gurls             | Oui                     |
| Klassisk (Klassisch)                                             | Vilde Frang                                | –                       |
| Metal                                                            | Kampfar                                    | Til klovers takt        |
| Pop                                                              | Karpe                                      | Omar Sheriff            |
| RnB/Soul                                                         | Charlotte Dos Santos                       | Morfo                   |
| Rock                                                             | Honningsbarna                              | Animorphs               |
| Samtid (Zeitgenössisch)                                          | Løvlid, Hytta, Nyhus                       | Unamna                  |
| Tonos komponistpris (Tonos Komponistenpreis)                     | Inger Hannisdal                            | –                       |
| Tradisjonsmusikk (Traditionsmusik)                               | Gabba                                      | Gabba                   |
| Viser og visepop                                                 | Moddi                                      | Bråtebrann              |
| Åpen klasse (Offene Klasse)                                      | Ingrid Jasmin                              | Luna                    |
| Årets gjennombrudd (Durchbruch des Jahres)                       | Undergrunn                                 | –                       |
| Årets hederspris (Ehrenpreis des Jahres)                         | Lillebjørn Nilsen                          | –                       |
| Årets internasjonale suksess (Internationaler Erfolg des Jahres) | Peder Elias                                | –                       |
| Årets låt (Lied des Jahres)                                      | Karpe                                      | PAF.no                  |
| Årets låtskriver (Songwriter des Jahres)                         | Karpe                                      | –                       |
| Årets musikkvideo (Musikvideo des Jahres)                        | Ramón                                      | Så klart det gjør vondt |
| Årets produsent (Produzent des Jahres)                           | Aksel Axxe Carlson, Thomas Meyer Kongshavn | –                       |
| Årets Spellemann (Spellemann des Jahres)                         | Karpe                                      | –                       |
| Årets tekstforfatter (Textautor des Jahres)                      | Karpe                                      | –                       |
| Årets utgivelse (Veröffentlichung des Jahres)                    | Karpe                                      | Omar Sheriff            |

## Nominierungen
Alternativ pop/rock
- Sondre Lerche: Avatars of Love
- Louien: Figure Me Out
- Daniel Herskedal, Emilie Nicolas: Out of the Fog
- Jenny Hval: Classic Objects

Barnemusikk
- Rasmus og Verdens Beste Band: Tunga på gjerdet
- Hallaisiken: 1000 skjermer
- Aslak Brimi: Teleskopter
- Mandarinsaft: Puteslott

Blues
- Rita Engedalen: Sun Will Come
- Kurt Slevingen, Arne Fjeld Rasmussen: Paying Homage to the Blues
- Billy T Band: Hi Paradise
- Ledfoot: Coffin Nails

Country
- Silver Lining: Go out Nowhere
- Embla and the Karidotters: Hello, I’m Embla
- Ingvild Flottorp: I Just Wanna Know It All
- Trond Svendsen & Tuxedos: Don’t Trust the Moon

Elektronika
- Han Gaiden: You Called Me Your Erika
- Jerry Folk: Castle Tapes
- Ary: For evig
- André Bratten: Picture Music

Festmusikk
- Stavangerkameratene: Kom nærmare
- Vidar Villa
- Beathoven
- Rotlaus: Rotlaus

Hip Hop
- Musti: Ugbad
- Tyr
- Jonas Benyoub
- Undergrunn: Undergrunn

Jazz
- Master Oogway, Henriette Eilertsen: Happy Village
- Trondheim Jazz Orkester, Gurls: Oui
- Wako: Ut av det nye
- Moskus: Papirfuglen

Klassisk
- Leif Ove Andsnes: Dvořák: Poetic Tone Pictures, OP. 85
- Ensemble Allegria: Britten/Hagen/Strauss
- Truls Mørk, Håvard Gimse: Bridge, Britten, Debussy: Cello Sonatas
- Vilde Frang

Metal
- Sylvaine: Nova
- Cult Member: Infinite Death
- Kampfar: Til Klovers Takt
- Khold: Svartsyn

Pop
- Anna of the North: Crazy Life
- Aurora: The Gods We Can Touch
- Karpe: Omar Sheriff
- Sondre Justad: En anna mæ

RnB/Soul
- Nelly Moar: Nelly Moar
- Fieh: In the Sun in the Rain
- Charlotte Dos Santos: Morfo
- Beharie: Beharie, the Third

Rock
- The Good The Bad and The Zugly: Research and Destroy
- Madrugada
- Honningbarna: Animorphs
- Wizrd: Seasons

Samtid
- Løvlid, Hytta, Nyhus: Unamna
- Ida Løvli Hilde: Skumring
- Trondheim Symfoniorkester & Opera: Jon Øivind Ness: Marmæle/Mørkgånga
- Lasse Marhaug: Context

Tonos komponistpris
- Bjørn Morten Christophersen: The Lapse of Time
- Eirik Hegdal: Eirik Hegdal
- Honningbarna: Honningbarna
- Inger Hannisdal

Tradisjonsmusikk
- Gabba: Gabba
- Erlend Viken Trio: Fete slåtta
- Ola Kvernberg, Stian Carstensen, Elias Akselsen: Horta
- Julie Alapnes: Helleristning

Viser og visepop
- Trond Granlund: Sanger jeg lærte av Jokke
- Moddi: Bråtebrann
- Odd Nordstoga: Inn i skogen
- Ingeborg Oktober: 2018

Åpen klasse
- Sound Stories: Il Villaggio
- Jon Balke: Siwan: Hafla
- Ingrid Jasmin: Luna
- Anja Lauvdal: From a Story Now Lost

Årets gjennombrudd
- Undergrunn: Undergrunn
- Ballinciaga
- Ramón: Så klart det gjør vondt
- Jonas Benyoub: ZeroLove Deluxe
- Amanda Tenfjord

Årets internasjonale suksess
- Daniel Herskedal
- Peder Elias
- Sigrid
- Kristine Tjøgersen

Årets låt
- Ballinciaga, David Mokel: Dans på bordet
- Ramón: Ok jeg lover
- Undergrunn: Italia
- Vinni: Glorie
- Beathoven, Capow x 2g: Sør-Afrika
- Karpe: PAF.no

Årets låtskriver
- Karpe
- Sondre Lerche
- Synne Vo
- Undergrunn

Årets musikkvideo
- Ramón: Så klart det gjør vondt
- Salti: Demons
- Aurora: A Tempory High
- Karpe: PAF.no

Årets produsent
- Matias Téllez
- Pacify
- Aurora, Magnus Skylstad
- Aksel Axxe Carlson, Thomas Meyer Kongshavn

Årets tekstforfatter
- Sondre Lerche
- Odd Nordstoga
- Karpe
- Fredrik Høyer

Årets utgivelse
- Sondre Lerche: Avatars of Love
- Honningbarna: Animorphs
- Undergrunn: Undergrunn
- Karpe: Omar Sheriff